# Durchgangsbahnhof

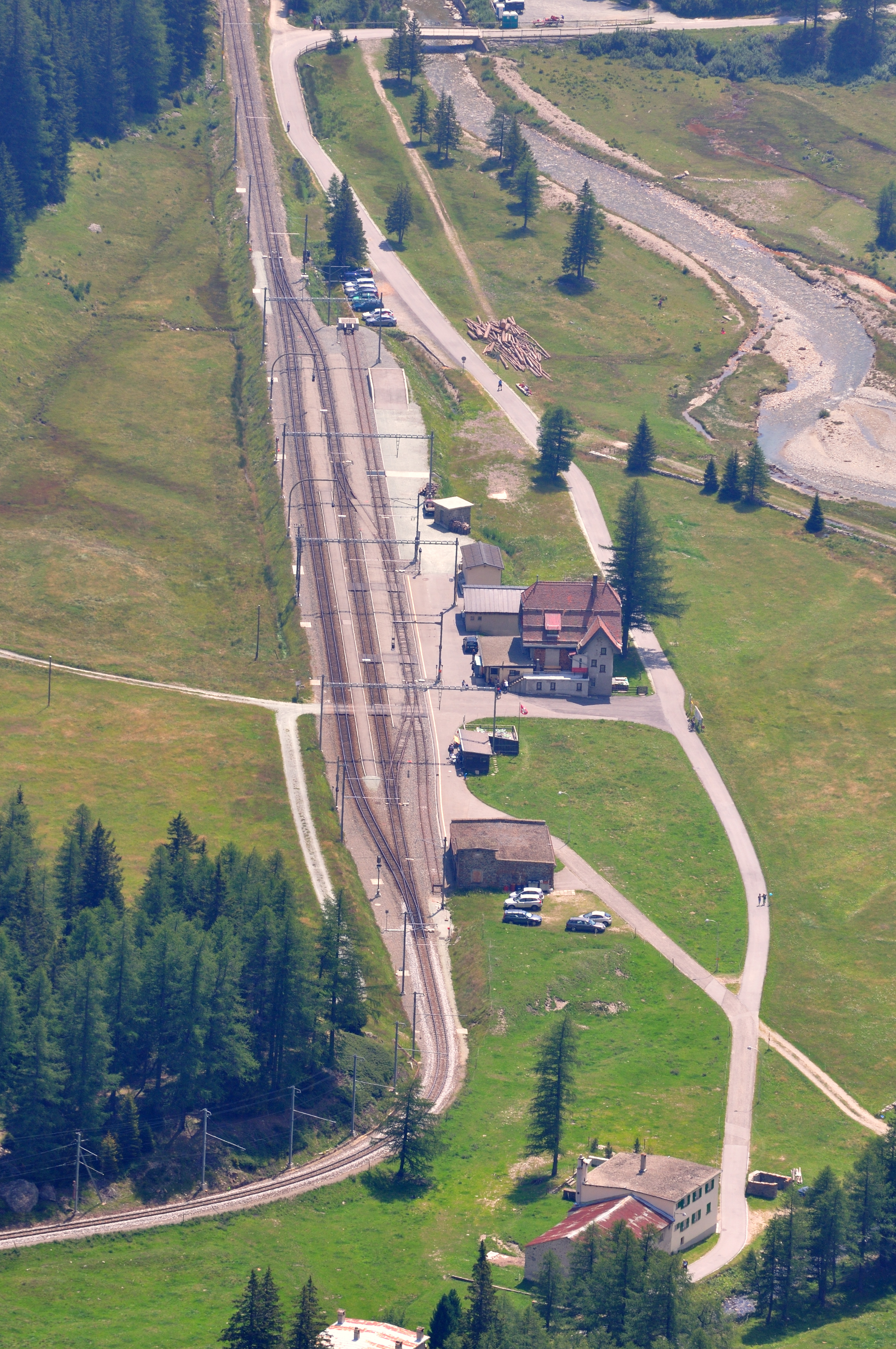
Durchgangsbahnhof Cavaglia der Rhätischen Bahn.

Ein Durchgangsbahnhof ist ein Bahnhof mit durchgehenden Hauptgleisen. Im Gegensatz zum Kopfbahnhof lässt ein Durchgangsbahnhof den Schienenverkehr aus zwei Richtungen zu.
Durchgangsbahnhöfe, bei denen sich das Empfangsgebäude in der Mitte der Gleisanlagen befindet, werden als Inselbahnhöfe bezeichnet.

## Kleine und mittlere Bahnhöfe
Kleine und mittlere Bahnhöfe sind in der Regel als Durchgangsbahnhöfe ausgebildet. Zu den Mittelbahnsteigen gelangen die Reisenden durch Unterführungen, Fußgängerbrücken oder höhengleiche Bahnübergänge. Oft fahren die Züge derselben Richtung stets von demselben Bahnsteig ab, was den Reisenden die Orientierung erleichtert. In einigen Bahnhöfen ist dies auch in der Beschilderung vermerkt – neben der Gleisnummer steht dann oft „Züge nach x“. Durchgangsbahnhöfe können mit Kreuzungsgleisen oder Überholgleisen ausgestattet sein. In Bahnhöfen, wo Züge enden oder Verstärkungswagen beigestellt werden, sind Abstellgleise notwendig. Teilweise befinden sich die Abstellgleise abseits der Bahnsteige. Viele Durchgangsbahnhöfe erlauben auch die Durchfahrt ohne Halt – teilweise über Bahnsteiggleise, teilweise über eigens dafür vorgesehene Gleise ohne Bahnsteig. Gerade kleinere Bahnhöfe erlauben daher in der Bauweise als Durchgangsbahnhof schnellere Geschwindigkeiten für durchfahrende Züge, allerdings gibt es zur Umgehung von Kopfbahnhöfen teilweise Umgehungsbahnen oder Verbindungskurven mit ähnlichen Effekt. Durchgangsbahnhöfe für kleinere Zwischenhalte wurden auch im 19. Jahrhundert bereits teilweise „auf der grünen Wiese“ angelegt, um nicht von der Luftlinie abweichen oder größere Steigungen bewältigen zu müssen. Außerdem war der Erwerb von Land außerhalb der Stadt zumeist deutlich billiger und es bestand die Möglichkeit, mittels Immobilienspekulation von der Wertsteigerung des Landes in Bahnhofsnähe zu profitieren. Noch heute ist bei einigen Bahngesellschaften in Ostasien aber auch bei Brightline in den USA die Verbindung von Eisenbahn- und Immobiliengeschäft als wechselseitig voneinander profitierende Bereiche üblich. In einigen Fällen führte die Distanz zwischen Bahnhof und Stadtzentrum später zum Bau von Nebenbahnen, welche diese außerhalb gelegenen Bahnhöfe mit der Stadt verbanden, wobei oft zur Unterscheidung Namen wie „[Stadt] Bahnhof“ und „[Stadt] Zentrum“ vergeben wurden. Auch im Zuge des Hochgeschwindigkeitsverkehrs kommen derartige Bahnhofsneubauten vor, so der „Rübenbahnhof“ Haute Picardie TGV, welcher bei seiner Eröffnung von Zuckerrübenfeldern umgeben war oder auch die Zwischenhalte der Neubaustrecke Köln-Frankfurt, welche allesamt außerhalb des Ortskerns liegen. Bahnhof Siegburg ist dabei mit der Stadtbahn Bonn an den ehemaligen Regierungssitz angebunden, während man vom Bahnhof Montabaur oder Bahnhof Limburg Süd einen Bus ins Zentrum der namensgebenden Stadt nehmen muss.

## Große Bahnhöfe

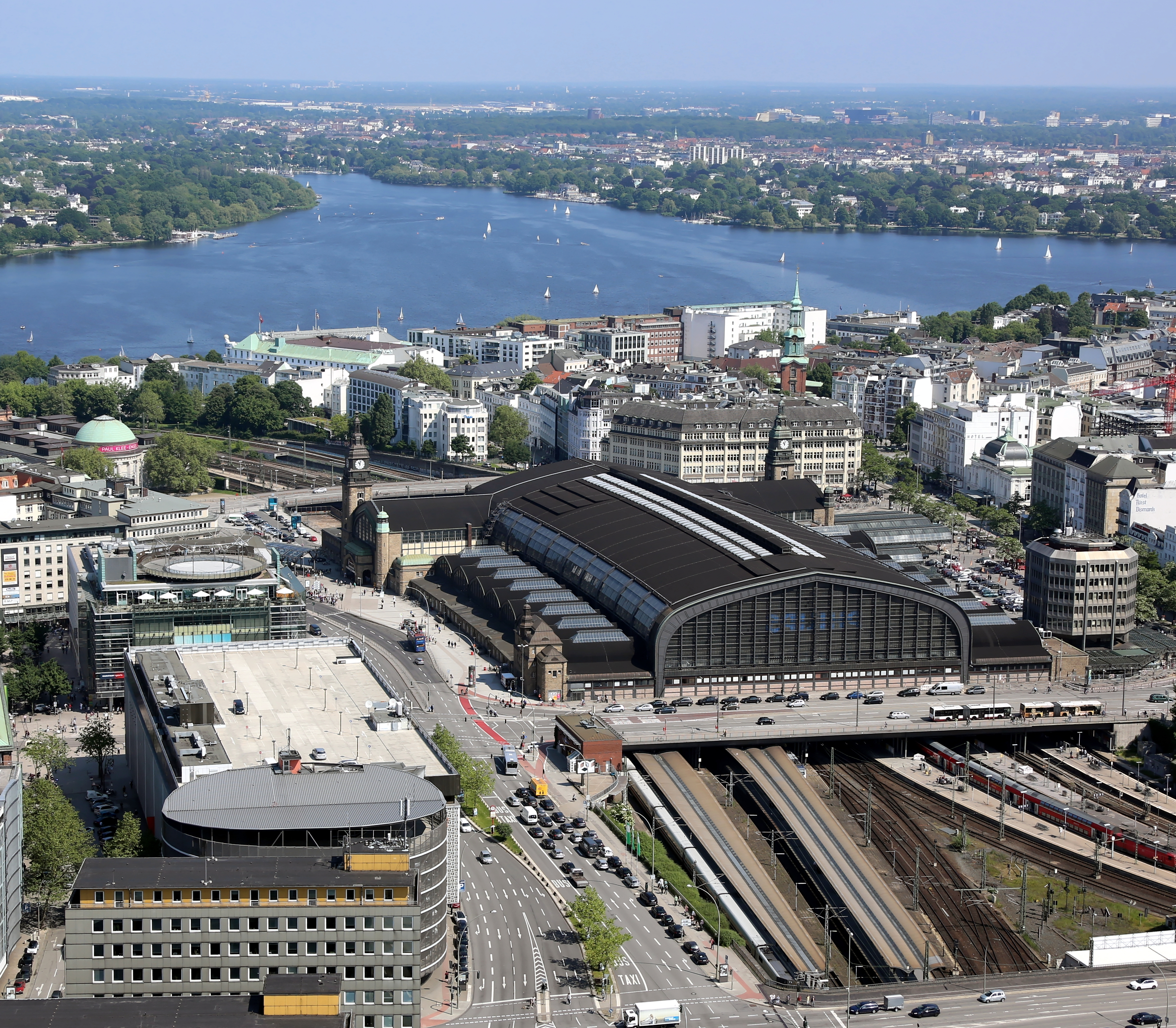
Durchgangsbahnhof in Gleistieflage Hamburg Hauptbahnhof (Gleise von Norden nach Süden durchgehend)

Viele der Nachteile von Kopfbahnhöfen fallen bei größeren Knotenpunkten, in denen ohnehin alle Züge halten, weniger ins Gewicht. Zusätzlich war in der Zeit der Dampfloks ohnehin an vielen Halten betrieblich ein längerer Aufenthalt nötig, da Wasserfassen, gegebenenfalls Kohlen und die Handhabung von Bahnpost, Expressgut, Aufgabegepäck und derlei zeitaufwendiger war als eventuell durch die Bauform des Bahnhofs hervorgerufene Verzögerungen. Durchgangsbahnhöfe zeigen gegenüber Kopfbahnhöfen betriebliche Vorteile, da die Züge nicht wenden müssen.
Sie benötigen weniger Gleise und ihre Gleisfelder mit den Weichen fallen weniger umfangreich aus als bei Kopfbahnhöfen mit gleicher Kapazität. Fahrstraßenausschlüsse sind ein weiteres Problem komplexer Gleisvorfelder bei Kopfbahnhöfen.
Zudem können die erlaubten Geschwindigkeiten vor der Einfahrt höher sein; bei einem Kopfbahnhof müssen sie aus Sicherheitsgründen reduziert werden.
In den ersten Jahrzehnten des Schienenverkehrs wurden in großen Städten oft Kopfbahnhöfe gebaut. Sie waren Ausgangs- und Endpunkt der Bahnstrecken, die damals noch Punkt-zu-Punkt-Verbindungen waren. Bahngesellschaften waren oft privatwirtschaftlich organisiert und hatten daher ein hohes Interesse daran, Kosten der Infrastruktur niedrig zu halten. Die ersten Bahnhöfe in Deutschland, der Fürther und der  Nürnberger Ludwigsbahnhof waren äußerst schlichte Kopfbahnhöfe mit minimaler Infrastruktur. Auch als später ein Schienennetz entstand, wurden weiterhin Kopfbahnhöfe gebaut. Sie ermöglichten es, die Züge nahe zum Stadtzentrum zu führen. Die Stadt wird jedoch durch die Gleisanlagen völlig zerschnitten. Oftmals entstanden in einer größeren Stadt zahlreiche untereinander nicht verbundene Kopfbahnhöfe, welche üblicherweise nur von den Zügen einer Linie bedient wurden. Für private miteinander in Konkurrenz stehende Bahngesellschaften war dies sogar erwünscht, da so Fahrgäste der Konkurrenz zum Teil weitere Wege auf sich nehmen mussten. Im Zuge der Konsolidierung und Verstaatlichung der Eisenbahn wurden jedoch die Nachteile dieses Systems immer offensichtlicher und in Ländern wie den USA entstanden Union Stations, welche von mehreren Bahnen gemeinsam betrieben wurden, während in Europa der Ersatz der alten Kopf- durch Durchgangsbahnhöfe oder wenigstens die Konsolidierung auf einen Kopfbahnhof in Angriff genommen wurde. Darüber hinaus erfolgte in Städten wie Paris (wo noch heute der Fernverkehr über verschiedene Kopfbahnhöfe abgewickelt wird) oder Berlin der Bau von Ringbahnen (Petite Ceinture in Paris bzw. Berliner Ringbahn).

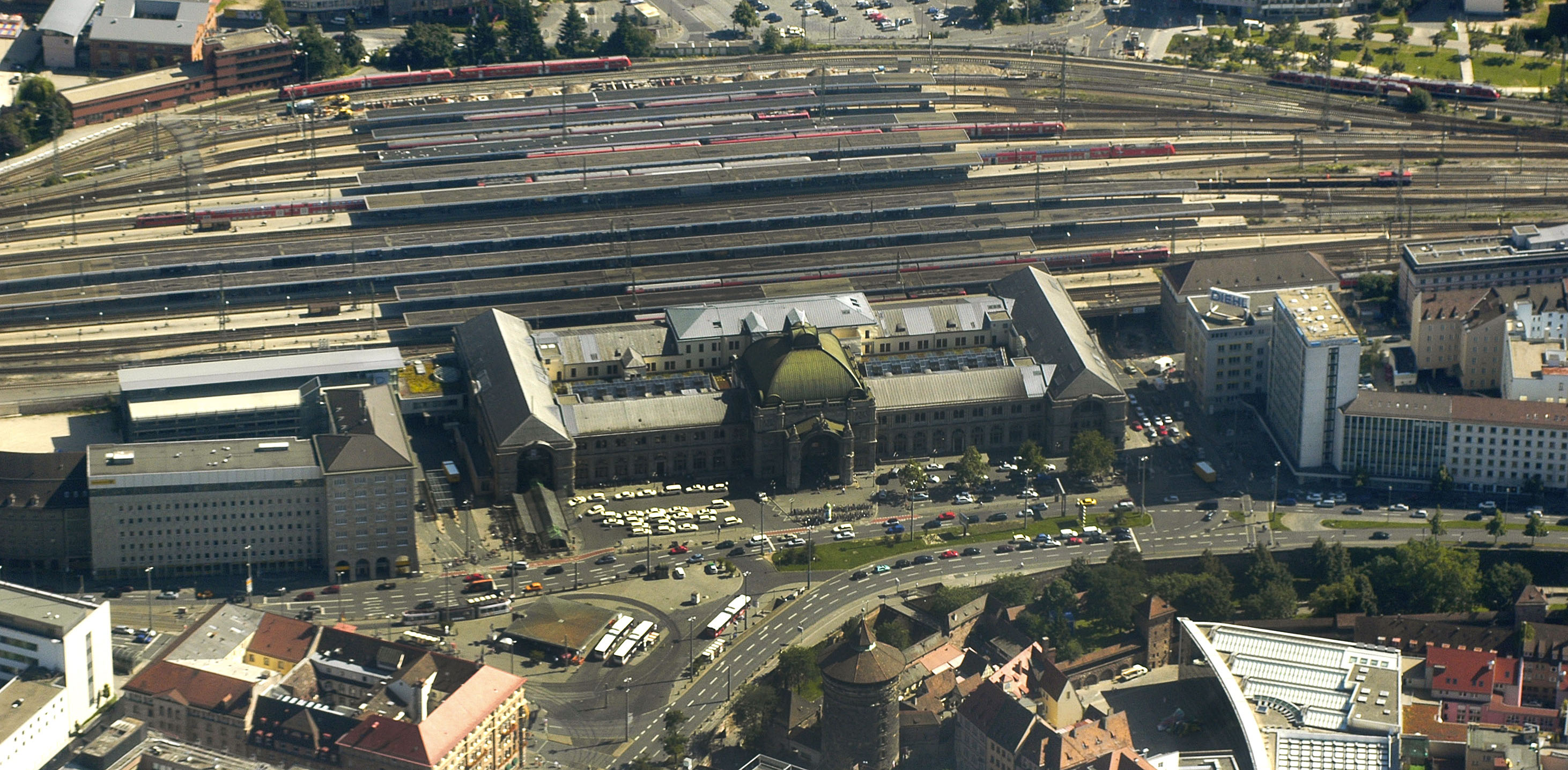
Der Nürnberger Hauptbahnhof ist der Durchgangsbahnhof mit den meisten Gleisen in Europa.

Genf erhielt bereits 1858 mit dem Bahnhof Cornavin einen Durchgangsbahnhof am damaligen Stadtrand; man wollte die Stadtbewohner vor Lärm und Rauch schützen. Basel folgte 1860 mit dem Centralbahnhof, dem heutigen SBB-Bahnhof. Zu den ersten Durchgangsbahnhöfen von deutschen Großstädten gehörten der 1876 zum Durchgangsbahnhof umgebaute Nürnberg Centralbahnhof und der 1879 in Betrieb genommene Hauptbahnhof Hannover.
Der Durchgangsbahnhof mit den meisten Gleisen in Europa ist der Nürnberger Hauptbahnhof.

## Zu Durchgangsbahnhöfen umgebaute Kopfbahnhöfe

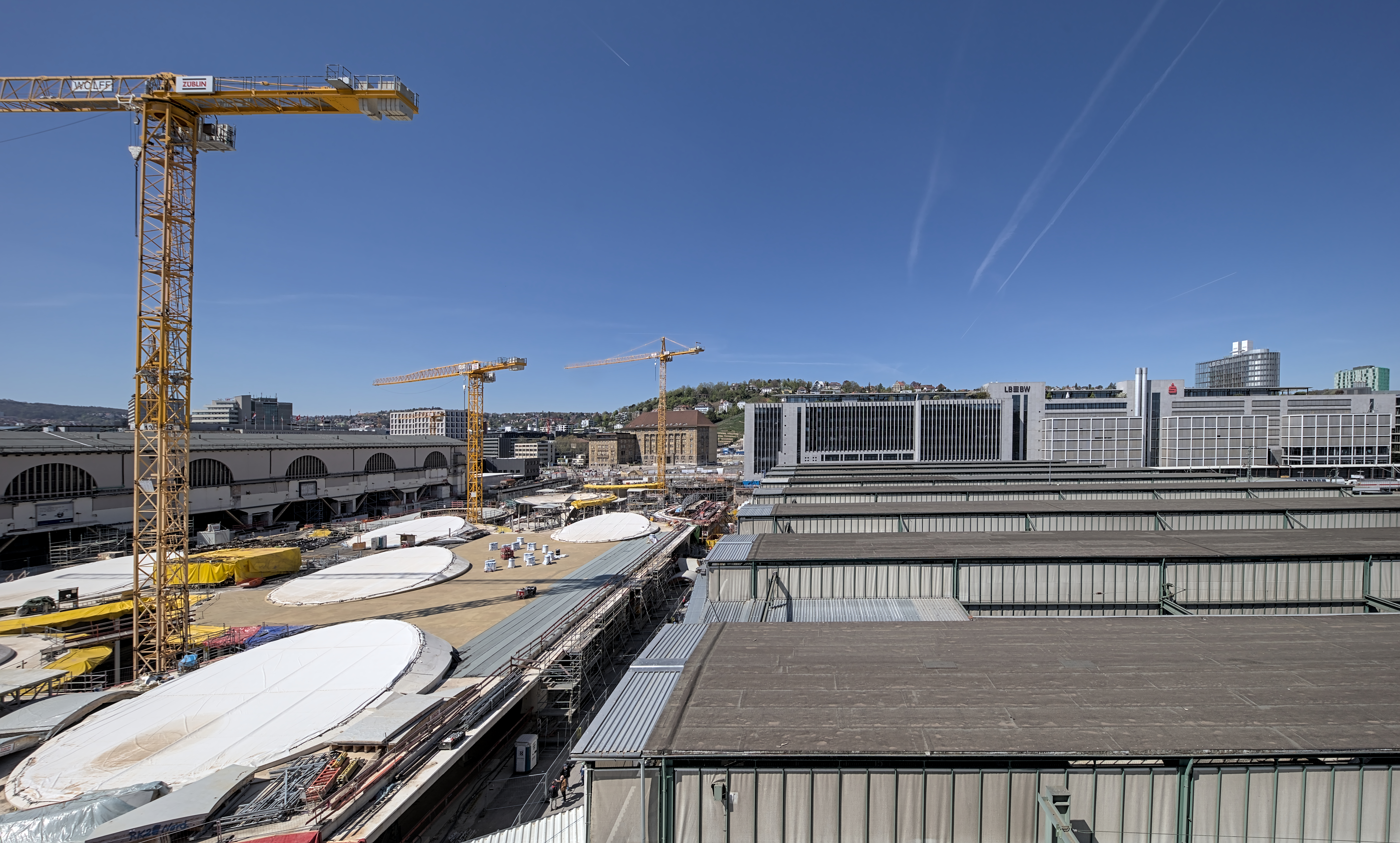
Aus dem Kopfbahnhof (rechts die überdachten Bahnsteige) wird im Rahmen von Stuttgart 21 ein Durchgangsbahnhof

In einigen Fällen wurden aufgrund der oben erwähnten Nachteile schon vorhandene Kopfbahnhöfe zu Durchgangsbahnhöfen umgebaut. Dazu erhielten sie eine zweite Zufahrt in einem Tunnel oder als Hochbahn. In Kassel wird der Fernverkehr seit der Eröffnung der Neubaustrecke Hannover–Würzburg 1991 statt vom Kopfbahnhof Kassel Hauptbahnhof über den neu ausgebauten Durchgangsbahnhof Kassel-Wilhelmshöhe geführt.

### Bahnknoten Berlin
In Berlin entstand neben den bestehenden Kopfbahnhöfen mit der 1882 eröffneten Berliner Stadtbahn eine durchgehende Ost-West-Strecke, hierbei wurde der Schlesische Bahnhof (heute Berlin Ostbahnhof) zu einem Durchgangsbahnhof umgebaut. Im S-Bahn-Verkehr folgte in den 1930er Jahren eine im Tunnel gelegene Nord-Süd-Verbindung. Die Kopfbahnhöfe rund um die Innenstadt blieben weiterhin in Betrieb, bis sie nach 1945 als Folge der Teilung Berlins geschlossen wurden. Nach der Deutschen Wiedervereinigung entstand mit der Nord-Süd-Fernbahn eine neue Verbindung im Fern- und Regionalverkehr, die im Hauptbahnhof die Stadtbahn kreuzt.

### Projekte des ausgehenden 20. und frühen 21. Jahrhunderts
Größere Bauvorhaben, bei denen ein Kopfbahnhof zu einem Durchgangsbahnhof umgebaut bzw. von diesem ersetzt wird, sind die Projekte Wien Hauptbahnhof und Stuttgart 21. Erstgenannter ist seit Dezember 2015 in Vollbetrieb, der neue Stuttgarter Hauptbahnhof soll im Dezember 2025 eröffnet werden. Bis 2013 besaß auch der Salzburger Hauptbahnhof Kopfgleise, diese wurden seit 2009 zu Durchgangsgleisen umgebaut.
Einzelne Kopfbahnhöfe erhielten später zusätzliche Durchgangsgleise, wie etwa der Zürcher Hauptbahnhof oder der geplante Durchgangsbahnhof Luzern.

### Ehemalige Durchgangsbahnhöfe
Der umgekehrte Fall – der Umbau eines Durchgangsbahnhofes zum Kopfbahnhof – kommt äußerst selten vor, ist aber gelegentlich die Konsequenz einer (Teil-)Stilllegung einer Bahnstrecke. Ein Beispiel ist der Bahnhof Eschwege.

### S-Bahn-Tunnel
Im Zuge des Baus von S-Bahn-Systemen seit den 1970er-Jahren wurden mehrere große Kopfbahnhöfe um – zumeist unterirdische – Durchgangsgleise für die S-Bahn ergänzt. Dabei blieb der Verkehr über längere Distanzen (Fernverkehr und Regionalexpresse) jedoch zumeist vollständig im oberirdischen Kopfbahnhof. Beispiele sind der City-Tunnel Frankfurt (Eröffnung 1978) für die S-Bahn Rhein-Main, die (erste)  Stammstrecke der S-Bahn München (Eröffnung 1972) oder der City-Tunnel Leipzig für die S-Bahn Mitteldeutschland (Eröffnung 2013), bei dem neben der Ergänzung des Hauptbahnhofs um Durchgangsgleise auch Leipzig Bayerischer Bahnhof, welcher bis 2001 ein Kopfbahnhof gewesen war, als Durchgangsbahnhof neu in Betrieb ging. In allen diesen Fällen haben sich der Verkehr im bestehenden Tunnel bzw. die mit dem weiter bestehenden Kopfbahnhof fortbestehenden betrieblichen Probleme derart entwickelt, dass Pläne bestehen, die Kapazität im Tunnel deutlich zu erhöhen. In München ist dies die im Bau befindliche zweite Stammstrecke, in Frankfurt Rhein-Main plus sowie der Fernbahntunnel Frankfurt. In Leipzig werden aus betrieblichen Gründen Fernzüge gelegentlich (zum Beispiel bei Baustellen) durch den City-Tunnel geführt.
Auch in Stuttgart und Hamburg wurden im Zuge des S-Bahn-Baus Kopfbahnhöfe um Durchgangsgleise ergänzt, so der Stuttgarter Hauptbahnhof mit Eröffnung der Verbindungsbahn Stuttgart 1978 und der Bahnhof Hamburg-Altona 1979 mit Eröffnung der City-S-Bahn Hamburg.